# Tegenaria bucculenta
Tegenaria bucculenta är en spindelart som först beskrevs av Ludwig Carl Christian Koch 1868.  Tegenaria bucculenta ingår i släktet husspindlar, och familjen trattspindlar. Inga underarter finns listade i Catalogue of Life.